# 8:46 (videojuego)
8:46 es un videojuego indie en primera persona desarrollado para jugarlo con realidad virtual y basado en los atentados del 11 de septiembre de 2001. El jugador se pone en la piel del protagonista, un trabajador de la Torre Norte del World Trade Center durante el choque del vuelo 11 de American Airlines contra el rascacielos. El juego se llama 8:46 porque es la hora precisa (en la Costa Este estadounidense) en el que el avión que pilotaba el terrorista Mohammed Atta se estrellaba contra el edificio.
El videojuego es compatible con las gafas Oculus Rift DK2, necesitando un mando de Xbox conectado al ordenador. Desde su lanzamiento, la crítica estadounidense lo tildó de "irritante" y "enfermizo", desaconsejando jugar a algo "incómodo", al considerarlo "una experiencia traumática, intensa e innecesaria".
Anthony Krafft, director creativo del proyecto defendió su presentación. Aseveró que se trataba un proyecto estudiantil, en el que colaboraron seis estudiantes durante tres meses, y que la finalidad era hacer un "homenaje" a todas las víctimas de aquellos atentados. Continuaba el mensaje diciendo que ese motivo hizo que fuera gratuito y descargable para todos los jugadores.